# Tolmács
Tolmács est un village et une commune du comitat de Nógrád en Hongrie.

## Histoire
Le nom du village vient de la tribu Talmács (en grec Τουλμάτζοι Toulmátzoi) des Petchénègues, qui s'est installée dans le bassin pannonien un siècle après la Conquête hongroise du pays.